# Buenas noticias del Vaticano
Buenas noticias del Vaticano (Good News from the Vatican) es un cuento de ciencia ficción de 1971 del autor estadounidense Robert Silverberg, que presenta la elección de un robot para el puesto de Papa de la Iglesia de Roma. Ganó el Premio Nebula al mejor relato corto de ese año.
El relato fue publicado por primera vez en Universe 1, una  antología de relatos cortos originales editada por Terry Carr (1971).
Ha sido incluido en numerosas ediciones recopilatorias, incluyendo The best of Robert Silverberg  (1976), en cuya introducción al relato escribe Silverberg:

"Desde que leí Adriano VII, de Baron Corvo, en 1955, he albergado el deseo de convertirme en Papa, una ambición complicada hasta cierto punto por el hecho de que no pertenezco a las órdenes sagradas, ni soy católico romano, ni siquiera cristiano en absoluto. Como saben mis amigos, presento debidamente una solicitud cada vez que se produce una vacante en Roma, pero a la fecha [1975], la Iglesia no ha considerado conveniente hacer uso de mis servicios. (Robert Silverberg).

## Argumento
Un grupo de turistas en Roma, entre los que se encuentran un obispo y un rabino, se reúne cada día en un café con vistas al Vaticano, esperando el momento en que el humo blanco anuncie al mundo la elección de un nuevo Papa.
Tras unas sesiones muy reñidas entre dos cardenales italianos, se postula como única solución la elección de un robot, presente en la terna de candidatos. Los personajes que esperan en el café el desenlace de la votación opinan sobre el hecho y las consecuencias que cada uno cree que traería la elección de un robot como máximo dignatario de la Iglesia.